# Káto Ampélia
Káto Ampélia (Kato Ampelia) är en ort i Grekland.   Den ligger i prefekturen Nomós Serrón och regionen Mellersta Makedonien, i den norra delen av landet, 400 km norr om huvudstaden Aten. Káto Ampélia ligger 144 meter över havet och antalet invånare är 219.
Terrängen runt Káto Ampélia är kuperad österut, men västerut är den platt. Runt Káto Ampélia är det ganska tätbefolkat, med 52 invånare per kvadratkilometer. Närmaste större samhälle är Serrai, 18,8 km sydost om Káto Ampélia. Trakten runt Káto Ampélia består i huvudsak av gräsmarker.